# Maura Healey

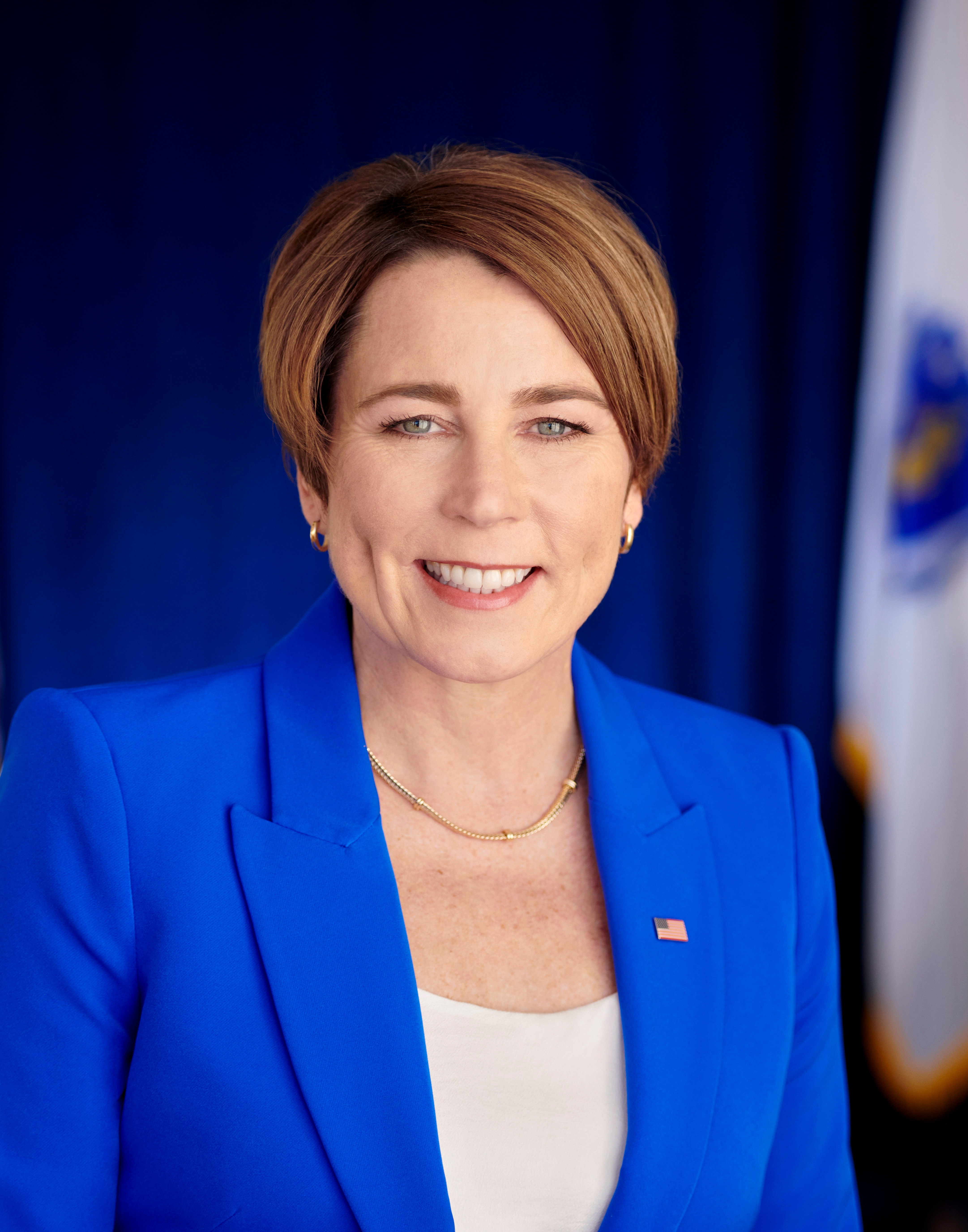
Retrato oficial, 2023

Maura Tracy Healey (Bethesda, 8 de fevereiro de 1971) é uma advogada e política americana que atua como 73ª governadora de Massachusetts desde 2023. Membro do Partido Democrata, ela atuou como procuradora-geral de Massachusetts de 2015 a 2023 e foi eleita governadora em 2022.